# Championnats du monde de VTT et de trial 2003
Navigation
Kaprun 2002 Les Gets 2004
Les championnats du monde de VTT et de trial 2003 se sont déroulés à Lugano  en Suisse du 3 au 7 septembre 2003. Les premiers championnats du monde de cross-country marathon sont organisés exceptionnellement dans le cadre de ces championnats.

## Médaillés

### Cross-country
| Épreuves                                    | Or                                                                       | Or              | Argent                                                    | Argent       | Bronze                                                         | Bronze       |
| ------------------------------------------- | ------------------------------------------------------------------------ | --------------- | --------------------------------------------------------- | ------------ | -------------------------------------------------------------- | ------------ |
| Hommes résultats détaillés                  | Filip Meirhaeghe                                                         | 2 h 25 min 02 s | Ryder Hesjedal                                            | + 46 s       | Roel Paulissen                                                 | + 1 min 52 s |
| Femmes résultats détaillés                  | Sabine Spitz                                                             | 2 h 07 min 59 s | Alison Sydor                                              | + 16 s       | Irina Kalentieva                                               | + 1 min 59 s |
| Hommes, moins de 23 ans résultats détaillés | Balz Weber                                                               | 2 h 09 min 45 s | Manuel Fumic                                              | + 37 s       | Iván Álvarez                                                   | + 1 min 12 s |
| Hommes, juniors résultats détaillés         | Jaroslav Kulhavý                                                         | 1 h 51 min 51 s | Nino Schurter                                             | + 2 min 27 s | Oleksandr Yakymenko                                            | + 4 min 53 s |
| Femmes, juniors résultats détaillés         | Lisa Mathison                                                            | 1 h 27 min 08 s | Eva Lechner                                               | + 3 min 54 s | Almut Grieb                                                    | + 4 min 17 s |
| Relais mixte résultats détaillés            | Pologne Marcin Karczynski Anna Szafraniec Piotr Formicki Kryspin Pyrgies | 1 h 13 min 37 s | Suisse Balz Weber Ralph Näf Barbara Blatter Nino Schurter | + 1 min 23 s | Canada Roland Green Ricky Federau Max Plaxton Christina Redden | + 1 min 43 s |

### Descente
| Épreuves                            | Or                     | Or            | Argent          | Argent    | Bronze             | Bronze    |
| ----------------------------------- | ---------------------- | ------------- | --------------- | --------- | ------------------ | --------- |
| Hommes résultats détaillés          | Greg Minnaar           | 4 min 37.78 s | Mickael Pascal  | + 0.92 s  | Fabien Barel       | + 1.33 s  |
| Femmes résultats détaillés          | Anne-Caroline Chausson | 5 min 10.23 s | Sabrina Jonnier | + 12.41 s | Nolvenn Le Caër    | + 17.46 s |
| Hommes, juniors résultats détaillés | Samuel Hill            | 4 min 39.49 s | Gee Atherton    | + 11.00 s | Cyrille Kurtz      | + 14.98 s |
| Femmes, juniors résultats détaillés | Emmeline Ragot         | 5 min 41.07 s | Scarlett Hagen  | + 5.51 s  | Bernardita Pizarro | + 17.96 s |

### Four-cross
| Épreuves                   | Or                     | Argent          | Bronze       |
| -------------------------- | ---------------------- | --------------- | ------------ |
| Hommes résultats détaillés | Michal Prokop          | Eric Carter     | Brian Lopes  |
| Femmes résultats détaillés | Anne-Caroline Chausson | Sabrina Jonnier | Jill Kintner |

### Trial
| Épreuves                                      | Or                            | Or                            | Argent                        | Argent                        | Bronze                        | Bronze                        |
| --------------------------------------------- | ----------------------------- | ----------------------------- | ----------------------------- | ----------------------------- | ----------------------------- | ----------------------------- |
| Hommes 26 pouces résultats détaillés          | Giacomo Coustellier           | 18 pts                        | Marc Caisso                   | 19 pts                        | Kenny Belaey                  | 20 pts                        |
| Hommes 20 pouces résultats détaillés          | Benito Ros                    | 17 pts                        | Carles Díaz                   | 23 pts                        | Marco Hösel                   | 25 pts                        |
| Femmes résultats détaillés                    | Karin Moor                    | 7 pts                         | Ann-Christin Bettenhausen     | 18 pts                        | Lucie Miramond                | 19 pts                        |
| Hommes, juniors 26 pouces résultats détaillés | Gilles Coustellier            | 5 pts                         | Alexis Touteau                | 14 pts                        | Thibault Veuillet             | 23 pts                        |
| Hommes, juniors 20 pouces résultats détaillés | Benito Ros                    | 14 pts                        | Marco Hösel                   | 21 pts                        | Vincent Hermance              | 23 pts                        |
| Par équipes                                   | Pas de classement par équipes | Pas de classement par équipes | Pas de classement par équipes | Pas de classement par équipes | Pas de classement par équipes | Pas de classement par équipes |